# 愛染國俊
愛染國俊（平假名：あいぜんくにとし），是日本鐮倉時代來派刀匠─來國俊所作的短刀。由於國俊大多製作太刀，因此這把出於其手的短刀十分罕見。

## 歷史與名稱由來
原為豐臣秀吉所有，後來賜與隨從森忠政；森忠政死後作為遺物獻給了德川家光。後來德川家光的養女大姬嫁至前田家，大姬與其子前田綱紀一同謁見德川家光時，便將此刀贈給前田綱紀，刀柄刻有愛染明王，也許是德川家光基於父母心，希望女兒在婆家能獲得愛染明王的庇佑。

## 現狀
昭和時代（1935年）被文化廳指定為重要文化財（舊國寶），現為日本刀劍博物技術研究財團藏。

## 備注
1. ↑  文化廳文化遺產數據庫 （页面存档备份，存于） （日語）
2. ↑  日本刀劍博物技術研究財團 （页面存档备份，存于）（日語）